# Train (Niederbayern)
Train (Niederbayern) este o comună din landul Bavaria, Germania.
Se află la o altitudine de 422 m deasupra nivelului mării. Are o suprafață de 10,14 km² și 10,15 km². Populația este de 1.897 locuitori, determinată în 30 septembrie 2019, prin actualizare statistică[*].